# Edward Lee Greene
Edward Lee Greene (20 de agosto de 1843 - 10 de noviembre de 1915) fue un botánico, micólogo y pteridólogo estadounidense.
Fue asistente instructor y luego profesor de botánica en la Universidad de California, Berkeley (1885-1895) y luego en la Universidad católica de Estados Unidos (1895-1904); y asociado en botánica en el Smithsonian Institution de Washington D. C..
Entre 1876 a 1877, mientras era pastor episcopal en Yreka, California, descubrió los primeros especímenes de Phlox hirsuta, una pequeña fanerógama hallada solo en esa área.
Greene fue el primer profesor de botánica de la Universidad católica (a seis años de su fundación) y crea su primer herbario.
Su herbario personal está esencialmente, en la Universidad de Notre-Dame-de-Grâce.

## Algunas publicaciones
- «Illustrations of West American oaks» San Francisco, 1889
- «Flora Franciscana. An attempt to classify and describe the vascular plants of middle California» San Francisco, Cubery&Co., 1891
- «Manual of the Botany of the Region of San Francisco Bay» San Francisco, Cubery&Co., 1894
- «Plantae Bakerianae», 1901
- «Pittonia: a series of papers relating to botany and botanists» ) Berkeley, Doxey&Co. 1887—1905
  - v.1 (1887—1889)
  - v.2 (1889—1892)
  - v.3 (1896—1898)
  - v.4 (1899—1901) 
  - v.5 (1802—1905)
- «Leaflets of botanical observation and criticism» Washington D. C., 1903—1912
  - vol. 1 (1903—1906)
  - vol. 2 (1910—1912)
- «Landmarks of botanical history: a study of certain epochs in the development of the science of botany»
  - Part I. — Prior to 1562 A. D. Washington D. C., Smithsonian institution, 1909
- «Carolvs Linnaevs» Filadelfia, Christopher Sower Co. 1912

## Honores

### Eponimia
- (Asteraceae) Greenella A.Gray[2]

- (Boraginaceae) Greenocharis Lehm. ex G.Don[3]

- (Campanulaceae) Legenere McVaugh[4]